# Amebelodontidae
Gli amebelodontidi (Amebelodontidae) sono un gruppo di mammiferi proboscidati, probabilmente derivati dai gonfoteri. Vissero tra il Miocene medio e il Pliocene superiore (circa 18 - 2,5 milioni di anni fa) e i loro resti sono stati ritrovati in Nordamerica, Europa, Asia e Africa.

## Descrizione
Questi animali simili a elefanti erano caratterizzati da una mandibola di forma molto allungata, terminante in due zanne larghe e appiattite, che conferivano all'intera struttura una sorta di forma a pala. Le zanne superiori erano dirette verso l'avanti e solitamente leggermente ricurve verso il basso. Alcuni di questi animali possedevano un rostro allungato (ad esempio Amebelodon), altri invece possedevano una struttura più corta e larga (come Platybelodon). La taglia di questi animali era generalmente simile a quella di un elefante indiano attuale, e solitamente gli amebelodonti raggiungevano i 3 metri d'altezza.

## Classificazione
Classicamente, gli amebelodontidi sono stati ritenuti una branca specializzata della famiglia dei gonfoteriidi, il gruppo comprendente la maggior parte dei proboscidati dotati di quattro zanne. Tuttavia, gli autori degli studi più recenti tendono a considerare gli amebelodontidi un gruppo a sé stante, probabilmente derivato da uno stock basale di proboscidati affini, ma non identici, a Gomphotherium. 
Si suppone che gli amebelodontidi possano essersi originati in Eurasia, dove sono stati ritrovati i resti fossili delle forme arcaiche Protanancus e Archaeobelodon in terreni dell'inizio del Miocene medio. Successivamente questi animali sono migrati in Africa (continente in cui forse erano già presenti all'inizio del Miocene, con l'enigmatico Afromastodon) e in Nordamerica: in quest'ultimo continente diedero vita a forme specializzate come l'eponimo Amebelodon, Eurybelodon, Konobelodon e Torynobelodon, pur continuando a prosperare in Asia con generi altamente specializzati come Aphanobelodon e Platybelodon. 

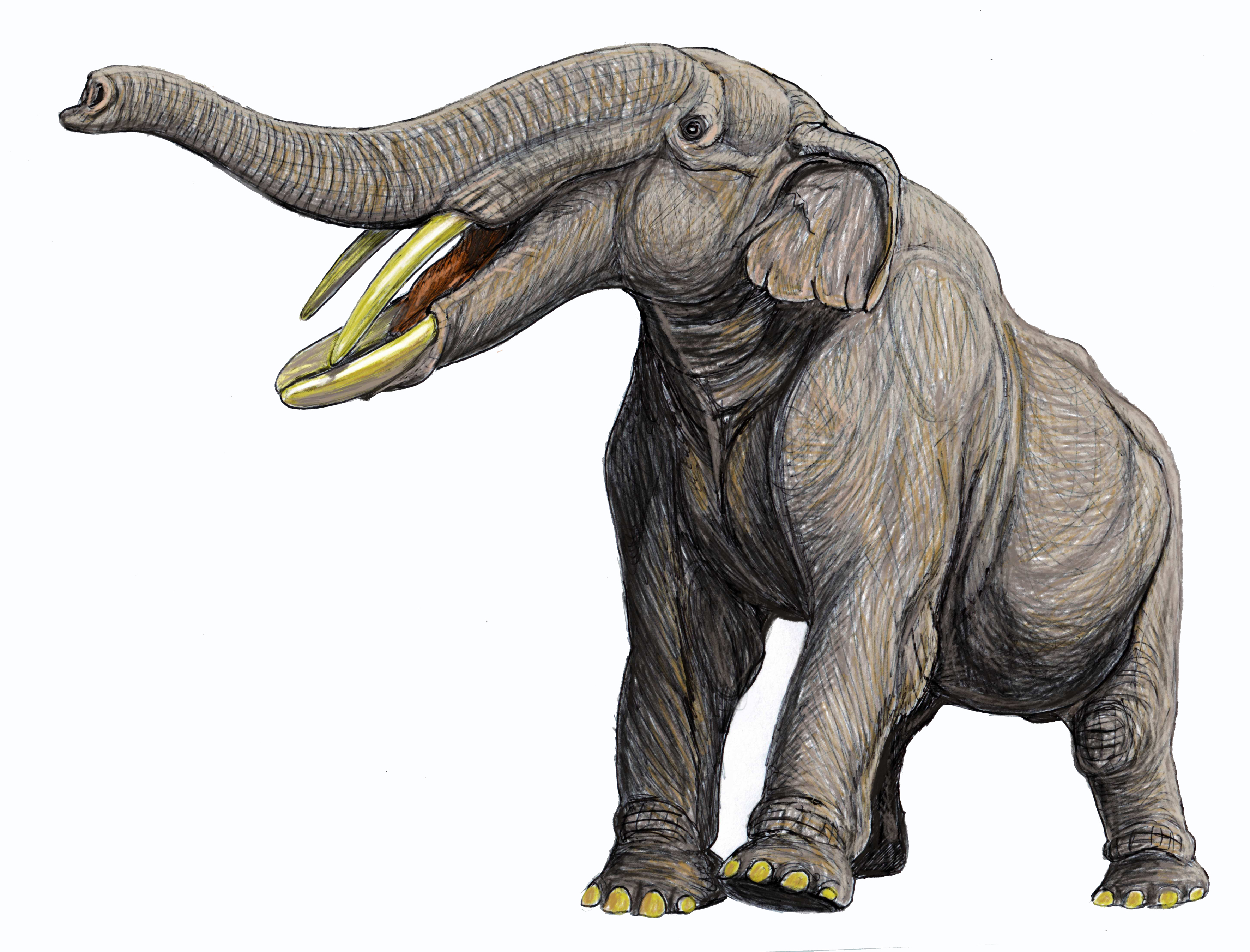
Ricostruzione di Amebelodon

## Paleoecologia
Per lungo tempo si è ritenuto che la straordinaria struttura simile a una vanga, costituita dalle zanne inferiori e dalla mandibola allungata, consentisse agli amebelodontidi di vivere nelle paludi setacciando la melma alla ricerca di cibo. Studi più recenti, che hanno preso in considerazione anche le zanne superiori e il grado di usura dentaria delle zanne inferiori dei generi Platybelodon e Torynobelodon, hanno dimostrato che questi animali usavano la loro impressionante struttura per tagliare la vegetazione particolarmente dura in un modo altamente specializzato.